# Leon Żelewski
Leon Żelewski (ur. 12 grudnia 1930, zm. 12 grudnia 2019) – polski biochemik, prof. dr hab., specjalizował się w badaniach nad regulacją syntezy hormonów steroidowych w łożysku ludzkim.

## Życiorys
W 1954 ukończył studia na Wydziale Lekarskim Akademii Medycznej w Gdańsku. Obronił pracę doktorską, następnie habilitował się na podstawie dorobku naukowego i pracy. Otrzymał tytuł profesora w zakresie nauk farmaceutycznych. W 1967 objął funkcję kierownika w Katedrze i Zakładzie Biochemii Farmaceutycznej na Wydziale Farmaceutycznym Akademii Medycznej w Gdańsku dziś jest to Wydział Farmaceutyczny z Oddziałem Medycyny Laboratoryjnej Gdańskiego Uniwersytetu Medycznego. Pełnił także funkcję dyrektora Instytutu Biologii Medycznej AMG.
Brał czynny udział w życiu naukowym angażując się w pracę w szeregu komitetów naukowych. Był m.in. członkiem komitetów: 
- Biochemii i Biofizyki PAN (1978–1981, 1984–1989),
- Patofizjologii Klinicznej PAN (1985–1987),
- Chemii Analitycznej PAN (1985–1987)
- Nauk Fizjologicznych PAN (1992–1994).

Ponadto brał udział w pracach Rady Konsultacyjnej Bioinżynierii (1981–1985).
W latach 1966–1968 i 1972–1978 przewodniczył gdańskiemu oddziałowi Polskiego Towarzystwa Biochemicznego. 
Działał jako członek Rady Redakcyjnej „Acta Biochimica Polonica” (1973–1999), a w latach 1985–1992 pełnił funkcję przewodniczącego tejże Rady.
Od 1965 był członkiem Gdańskiego Towarzystwa Naukowego.
Zmarł 12 grudnia 2019 roku. Został pochowany na cmentarzu Śmiechowskim w Wejherowie.

## Odznaczenia i wyróżnienia[3]
- Krzyż Kawalerski Orderu Odrodzenia Polski (1974),
- Medal Komisji Edukacji Narodowej (1998),
- Medal Zasłużony Akademii Medycznej w Gdańsku (1990).

Za działalność naukową przyznano mu wiele nagród m.in. otrzymał je od:
- sekretarza Polskiej Akademii Nauk (1973, 1980, 1989),
- ministra zdrowia (1963, 1977, 1980, 1987)
- wielokrotnie nagradzał go rektor Akademii Medycznej w Gdańsku.